# اکسل اوکنفلز
اکسل اوکنفلز (انگلیسی: Axel Ockenfels؛ زادهٔ ۹ فوریهٔ ۱۹۶۹) اقتصاددان، و استاد دانشگاه اهل آلمان است.